# Chilo prophylactes
Chilo prophylactes là một loài bướm đêm trong họ Crambidae.